# هایاته یوشیدا
هایاته یوشیدا (ژاپنی: 吉田 颯؛ زادهٔ ۴ اکتبر ۱۹۹۲) یک بازیکن فوتبال اهل ژاپن است.
از باشگاه‌هایی که در آن بازی کرده‌است می‌توان به باشگاه ورزشی یوکوهاما اشاره کرد.